# Amblyseius mcmurtryi
Amblyseius mcmurtryi är en spindeldjursart som beskrevs av Muma 1967. Amblyseius mcmurtryi ingår i släktet Amblyseius och familjen Phytoseiidae. Inga underarter finns listade i Catalogue of Life.